# Ashes Tour 2017/18
Die Ashes Tour 2017/18 war die Tour der englischen Cricket-Nationalmannschaft, die die 70. Austragung der Ashes beinhaltete, und wurde zwischen dem 23. November 2017 und 28. Januar 2018 durchgeführt. Die Ashes Series 2017/18 selbst wurde in Form von fünf Testspielen zwischen Australien und England ausgetragen. Austragungsorte waren jeweils australische Stadien. Die Tour beinhaltete neben der Test-Serie eine weitere ODI-Serie zwischen den beiden Mannschaften im Winter 2017/18. Australien gewann die Test-Serie 4–0, England die ODI-Serie 4–1.

## Vorgeschichte
Australien spielte zuvor eine Tour in Indien, für England war es die erste Tour der Saison. Das letzte Aufeinandertreffen der beiden Mannschaften bei einer Tour fand in der Saison 2015 in England statt. Direkt im Anschluss an diese Tour tragen die beiden Mannschaften zusammen mit Neuseeland ein Drei-Nationen-Turnier aus. Erstmals wurde beim fünften ODI ein internationales Cricket-Spiel im neu erbauten Perth Stadium ausgetragen.

## Stadien
Die folgenden Stadien wurden für die Tour als Austragungsort vorgesehen und am 12. Dezember 2016 festgelegt.
| Stadt     | Stadion                  | Kapazität | Spiele          |
| --------- | ------------------------ | --------- | --------------- |
| Adelaide  | Adelaide Oval            | 53.583    | 2. Test; 4. ODI |
| Brisbane  | The Gabba                | 42.000    | 1. Test; 2. ODI |
| Melbourne | Melbourne Cricket Ground | 100.024   | 4. Test; 1. ODI |
| Perth     | Perth Stadium            | 60.000    | 5. ODI          |
| Perth     | WACA Ground              | 20.000    | 3. Test         |
| Sydney    | Sydney Cricket Ground    | 48.000    | 5. Test; 3. ODI |

## Kaderlisten
England benannte seinen Test-Kader am 27. September und seinen ODI-Kader am 6. Dezember 2017.
Australien benannte seinen Test-Kader am 17. November 2017 und seinen ODI-Kader am 3. Dezember 2018.
| Test | Test | ODI | ODI |
| Australien | England | Australien | England |
| --- | --- | --- | --- |
| - Steve Smith (K) - David Warner (VK) - Ashton Agar - Cameron Bancroft - Jackson Bird - Pat Cummins - Peter Handscomb - Josh Hazlewood - Usman Khawaja - Nathan Lyon - Mitchell Marsh - Shaun Marsh - Glenn Maxwell - Tim Paine (wk) - Chadd Sayers - Mitchell Starc | - Joe Root (K) - James Anderson (VK) - Moeen Ali - Jonny Bairstow (wk) - Jake Ball - Gary Ballance - Stuart Broad - Alastair Cook - Mason Crane - Tom Curran - Steven Finn - Ben Foakes (wk) - George Garton - Dawid Malan - Craig Overton - Ben Stokes - Mark Stoneman - Chris Woakes - James Vince | - Steve Smith (K) - David Warner (VK) - Alex Carey (wk) - Pat Cummins - Aaron Finch - Josh Hazlewood - Travis Head - Chris Lynn - Mitchell Marsh - Glenn Maxwell - Tim Paine (wk) - Jhye Richardson - Mitchell Starc - Marcus Stoinis - Andrew Tye - Cameron White - Adam Zampa | - Eoin Morgan (K) - Moeen Ali - Jonny Bairstow - Jake Ball - Sam Billings - Jos Buttler (wk) - Tom Curran - Alex Hales - Dawid Malan - Liam Plunkett - Adil Rashid - Joe Root - Jason Roy - Ben Stokes - David Willey - Chris Woakes - Mark Wood |

## Tour Matches
| 4. – 5. November Scorecard | Perth | England XI 349-6d (91) | – | Western Australia XI 342 (86) |
|                            |       | Remis                  |   |                               |

| 8. – 11. November Scorecard | Adelaide | England XI 293 (95) & 207 (67.4) | – | Cricket Australia XI 233-9d (76) & 75 (40.1) |
|                             |          | England gewinnt mit 192 Runs     |   |                                              |

| 15. – 18. November Scorecard | Townsville | Cricket Australia XI 250 (91.3) & 364 (110) | – | England XI 515 (142.5) |
|                              |            | Remis                                       |   |                        |

| 9. – 10. Dezember Scorecard | Perth (RP) | England XI 314-9 (69.2) & 130-3d (20) | – | Cricket Australia XI 151-4d (50) & 269-8 (36.5) |
|                             |            | Remis                                 |   |                                                 |

| 11. Januar Scorecard | Sydney | Cricket Australia XI 258-9 (50)  | – | England XI 259-5 (40.5) |
|                      |        | England XI gewinnt mit 5 Wickets |   |                         |

## Tests

### Erster Test in Brisbane
| 23. – 27. November Scorecard | Brisbane | England 302 (116.4) & 195 (71.4)  | – | Australien 328 (130.3) & 173-0 (50) |
|                              |          | Australien gewinnt mit 10 Wickets |   |                                     |

### Zweiter Test in Adelaide
| 2. – 6. Dezember Scorecard | Adelaide | Australien 442-8d (149) & 138 (58) | – | England 227 (76.1) & 223 (84.2) |
|                            |          | Australien gewinnt mit 120 Runs    |   |                                 |

### Dritter Test in Perth
| 14. – 18. Dezember Scorecard | Perth (WACA) | England 403 (115.1) & 218 (72.5)                 | – | Australien 662-9d (179.3) |
|                              |              | Australien gewinnt mit einem Innings und 41 Runs |   |                           |

### Vierter Test in Melbourne
| 26. – 30. Dezember Scorecard | Melbourne | Australien 327 (119) & 263-4d (124.2) | – | England 491 (144.1) |
|                              |           | Remis                                 |   |                     |

Der Pitch wurde vom Weltverband ICC als poor bewertet.

### Fünfter Test in Sydney
| 4. – 8. Januar Scorecard | Sydney | England 346 (112.3) & 180 (88.1)                  | – | Australien 649-7 (193) |
|                          |        | Australien gewinnt mit einem Innings und 123 Runs |   |                        |

## One-Day Internationals

### Erstes ODI in Melbourne
| 14. Januar Scorecard | Melbourne | Australien 304-8 (50)         | – | England 308-5 (48.5) |
|                      |           | England gewinnt mit 5 Wickets |   |                      |

### Zweites ODI in Brisbane
| 19. Januar Scorecard | Brisbane | Australien 270-9 (50)         | – | England 274-6 (44.2) |
|                      |          | England gewinnt mit 4 Wickets |   |                      |

### Drittes ODI in Sydney
| 21. Januar Scorecard | Sydney | England 302-6 (50)          | – | Australien 286-6 (50) |
|                      |        | England gewinnt mit 16 Runs |   |                       |

### Viertes ODI in Adelaide
| 26. Januar Scorecard | Adelaide | England 196 (44.5)               | – | Australien 197-7 (37) |
|                      |          | Australien gewinnt mit 3 Wickets |   |                       |

### Fünftes ODI in Perth
| 28. Januar Scorecard | Perth (PS) | England 259 (47.4)          | – | Australien 247 (48.2) |
|                      |            | England gewinnt mit 12 Runs |   |                       |